# Reussenberg
Der Reussenberg bzw. auch Reusenberg ist ein Berg auf der Münchberger Hochfläche, der im Südosten des Frankenwaldes liegt.

## Geografie
Der 699 m ü. NHN hohe und bewaldete Berg liegt auf der Gemarkung Oberweißenbach und vier Kilometer südwestlich der Stadt Helmbrechts sowie eineinhalb Kilometer nordwestlich von Wüstenselbitz. Die weiteren umliegenden Ortschaften sind Ort, Oberweißenbach, Unterweißenbach und Burkersreuth. Etwa einen Kilometer westnordwestlich erhebt sich der 728 m ü. NHN hohe Kriegswald und zwei Kilometer südwestlich steht der 708 m ü. NHN hohe Hohberg. Vom Reussenberg bietet sich ein guter Blick über die Gneislandschaft des südlichen Frankenwaldes bis hin zur Waldsteinkette. Am Osthang des Berges befindet sich mit einem kleinen Teich die Quelle der Selbitz. Der Zufluss des Teichs besteht aus dem Überlauf eines Sammelbeckens, in der Nähe liegt der Daziusbrunnen, dessen Quellwasser der jungen Selbitz zufließen. Im Gipfelbereich des Berges liegt ein Waldsportplatz mit angeschlossenem Vereinsheim.